# Paul Kemprecos
Paul Kemprecos, né le 11 mars 1939, est un écrivain américain de romans d'aventures.

## Œuvre

### Série «Aristotle Socarides»
- Cool Blue Tomb (non traduit) (1991)
- Neptune's Eye (non traduit) (1991)
- Death in Deep Water (non traduit) (1992)
- Feeding Frenzy (non traduit) (1993)
- Le Meurtre du Mayflower (Mayflower Murder) (1996)
- Blues à Cap Cod (Bluefin Blues) (1997)
- Grey Lady (2013)
- Shark Bait (2018)

### SérieMatinicus “Matt” Hawkins
- The Emerald Scepter (2013)
- The Minoan Cipher (2016)

### SérieDossiers de la NUMA
Ces livres sont coécrits avec Clive Cussler.
1. Serpent, Grasset, 2000 ((en) Serpent, 1999)
2. L'Or bleu, Grasset, 2002 ((en) Blue Gold, 2000)
3. Glace de feu, Grasset, 2005 ((en) Fire Ice, 2002)
4. Mort blanche, Grasset, 2006 ((en) White Death, 2003)
5. À la recherche de la cité perdue, Grasset, 2007 ((en) Lost City, 2004)
6. Tempête polaire, Grasset, 2009 ((en) Polar Shift, 2005)
7. Le Navigateur, Grasset, 2010 ((en) The Navigator, 2007)
8. Méduse bleue, Grasset, 2012 ((en) Medusa, 2009)

## Prix et nominations

### Nominations
- Prix Thriller 2017 du meilleur livre de poche original pour The Minoan Cipher[1]
- Prix Shamus 2019 du meilleur livre de poche original pour Shark Bait[2]